# Kuczbork-Osada (gmina)
Pour les articles homonymes, voir Kuczbork-Osada.
La gmina de Kuczbork-Osada est un district administratif situé en milieu rural du powiat de Żuromin dans la voïvodie de Mazovie, dans le centre-est de la Pologne.
Son siège administratif (chef-lieu) est le village de Kuczbork-Osada, qui se situe environ 9 km au nord-est de Żuromin (siège de la powiat) et 115 km au nord-ouest de Varsovie (capitale de la Pologne).
La gmina couvre une superficie de 121,64 km2 pour une population de 5 036 habitants en 2006.

## Histoire
De 1975 à 1998, la gmina appartenait administrativement à la voïvodie de Ciechanów.

## Géographie

### Villages
La gmina de Kuczbork-Osada comprend les villages et localités de :

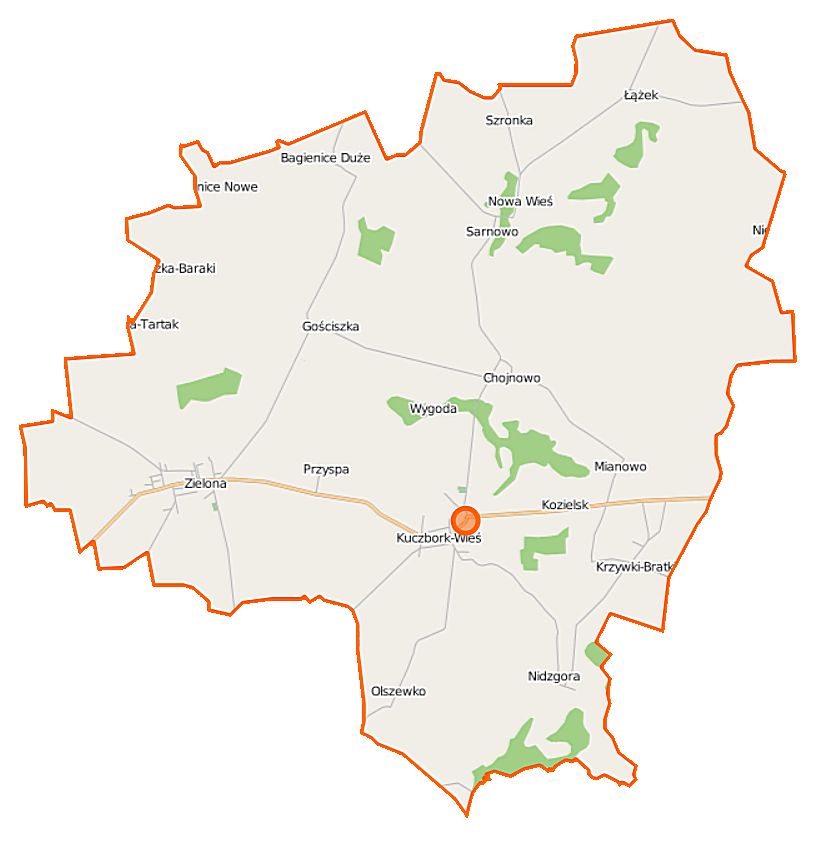
Plan de la gmina

- Bagienice Duże
- Bagienice Małe
- Bagienice Nowe
- Chodubka
- Chojnowo
- Gościszka
- Kozielsk
- Krzywki-Bratki
- Kuczbork-Osada
- Kuczbork-Wieś
- Łążek
- Mianowo
- Nidzgora
- Niedziałki
- Nowa Wieś
- Olszewko
- Osowa
- Przyspa
- Sarnowo
- Szronka
- Wygoda
- Zielona

### Gminy voisines
La gmina de Kuczbork-Osada est bordée des gminy de :
- Działdowo
- Lipowiec Kościelny
- Lubowidz
- Płośnica
- Szreńsk
- Żuromin.

## Structure du terrain
D'après les données de 2002, la superficie de la commune de Kuczbork-Osada est de 121,64 km2, répartis comme telle :
- terres agricoles : 78 %
- forêts : 16 %

La commune représente 15,11 % de la superficie du powiat.

## Démographie
Données du 30 juin 2004 :
| Description        | Total  | Total | Femmes | Femmes | Hommes | Hommes |
| ------------------ | ------ | ----- | ------ | ------ | ------ | ------ |
| Unité              | Nombre | %     | Nombre | %      | Nombre | %      |
| Population         | 5 058  | 100   | 2 530  | 50     | 2 528  | 50     |
| Densité (hab./km²) | 41,6   | 41,6  | 20,8   | 20,8   | 20,8   | 20,8   |